# Don Banks
Donald Oscar (Don) Banks (født 25. oktober 1923 i Melbourne, Australien – død 5. september 1980) var en australsk komponist.
Banks studerede først på University of Melbourne, flyttede så til London hvor han studerede hos Mátyás Seiber. han studerede også hos komponisterne Milton Babbitt, Luigi Dallapiccola og Luigi Nono, som fik ham drejet over op serialisme som stilretning.
Gennem Sieber fik han forbindelse til filmindustrien og begyndte at komponerer til tegnefilm og horrorfilm.
I midten af 1960´erne, begyndte han at komponere jazz sammen med den amerikanske komponist Gunther Schuller som blandede den klassiske musik og jazzen.
Han begyndte også at komponere elektronisk musik, orkesterværker, koncertmusik og kammermusik
Hans bedst kendte værker er en violinkoncert, en hornkoncert og kammerorkester stykket Sonata De Camera.
Det australske kunstråd opkaldte en pris i Banks navn Don Banks Music Award.

## Udvalgte værker
- "Fire stykker for orkester" (1953) - for orkester
- "Trilogi" (1979) - for orkester
- "Prospekter" (1973) - for orkester
- "Krydssektioner" (1969) - for orkester og elektronik
- "Kammersonate" (1961) - for kammerorkester
- Violinkoncert (1968) - for violin og orkester

## Filmmusik
- The Price of Silence (1959)
- Murder at Site 3 (1959)
- The Third Alibi (1961)
- Captain Clegg (Night Creatures i USA) (1962)
- Panic (1963)
- The Punch and Judy Man (1963)
- The Evil of Frankenstein (1964)
- Crooks in Cloisters (1964)
- Nightmare (1964)
- Hysteria (1964)
- The Brigand of Kandahar (1965)
- Monster of Terror (Die, Monster, Die! i USA) (1965)
- The Reptile (1966)
- Rasputin the Mad Monk (1966)
- The Frozen Dead (1966)
- Torture Garden (1967)
- The Mummy's Shroud (1967)
- Die Monster, Die (19xx)